# J. M. W. Turner
Joseph Mallord William Turner (Covent Garden, Londres, 23 de abril de 1775 - Chelsea, Londres, 19 de diciembre de 1851) pintor inglés especializado en paisajes. Considerado una figura controvertida en su tiempo, hoy en día es visto como el artista que elevó el arte de paisajes a la altura de la pintura de historia. Aunque es renombrado por sus pinturas al óleo, Turner también es uno de los grandes maestros de la pintura paisajista británica en acuarela. Es, junto a autores como Joaquín Sorolla, Johannes Vermeer o Armando Reverón entre otros, considerado comúnmente como "el pintor de la luz".

## Biografía
Su padre fue un fabricante de pelucas, con el tiempo se convirtió en barbero. Tuvo su negocio en Maiden Lane, Covent Garden. Su madre, Mary Marshall, un ama de casa, fue perdiendo su estabilidad mental paulatinamente siendo joven, quizá debido a la muerte de la hermana pequeña de Turner, en 1783. Ella murió en 1804, recluida en un psiquiátrico. Posiblemente, esta situación condujo a que el joven Turner fuera enviado en 1785 con su tío materno a Brentford, un pequeño pueblo al oeste de Londres, cerca del río Támesis. Allí Turner mostró por primera vez su interés por la pintura. Un año después asistió a la escuela en Margate, en Kent, al este de Londres, en el área del estuario del Támesis. Por entonces ya había realizado varias obras, que fueron exhibidas en el expositor del comercio de su padre. 
Turner entró en la Royal Academy of Art con tan solo 14 años. Fue aceptado a los 15, pues, a diferencia de sus contemporáneos, estaba interesado en formar parte de esta. Al principio, mostró un entusiasta interés por la arquitectura, pero su actividad pictórica fue estimulada por el arquitecto Thomas Hardwick (junior). Sir Joshua Reynolds, presidente de la Real Academia en aquel tiempo,  admitió a Turner, abocándolo definitivamente al mundo del arte. En 1790, tras solo un año de estudio, una acuarela suya fue aceptada para la exposición veraniega de la Real Academia de aquel año. Su primer óleo, Fishermen at Sea, fue exhibido en 1796. Durante el resto de su vida, expuso regularmente en la Academia.

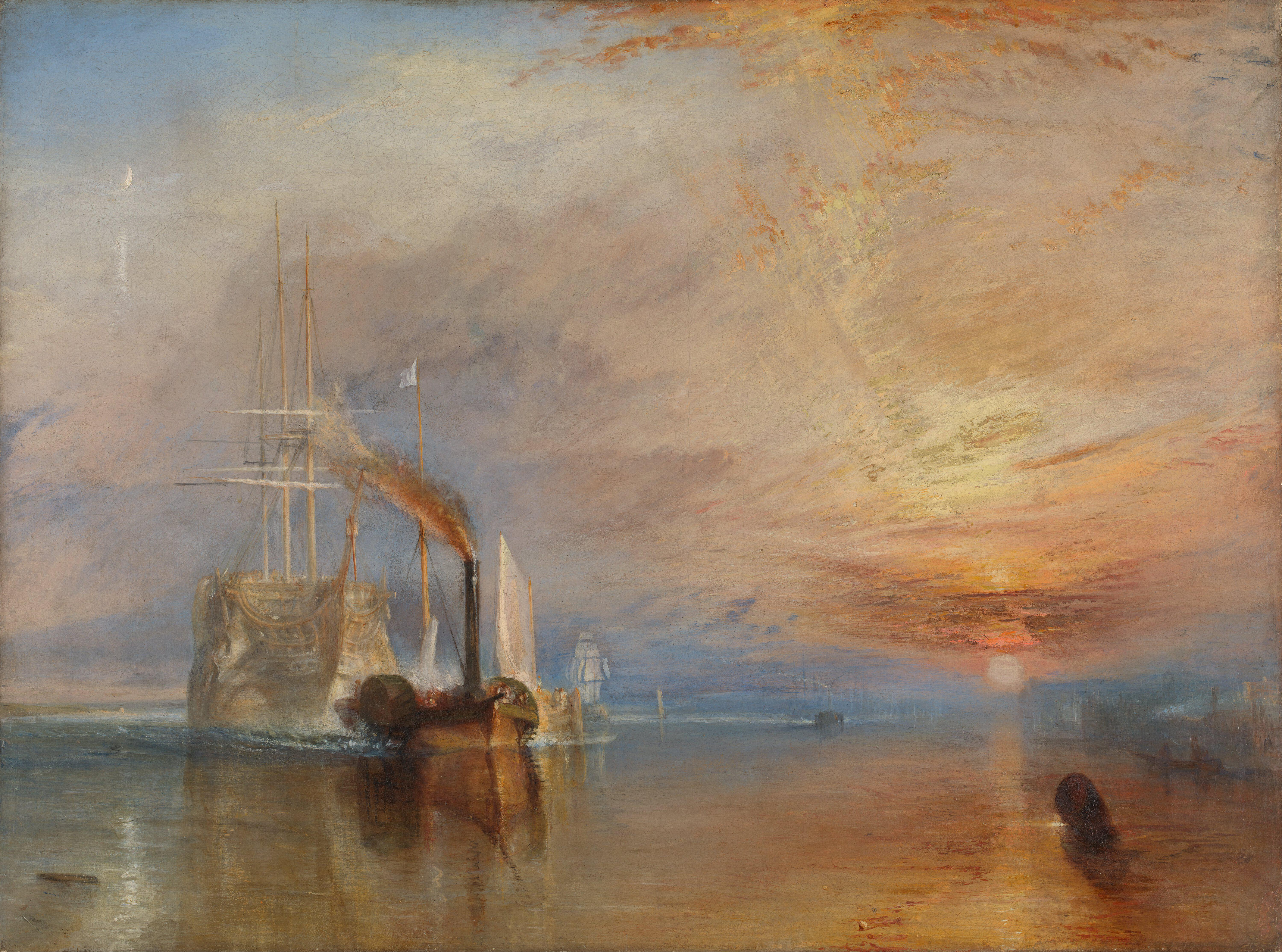
El último viaje del «Temerario» (1839)

En su juventud aprendió las técnicas de la acuarela en compañía del pintor Thomas Girtin, con quien coloreó varias láminas para ilustrar libros de viaje. Es comúnmente conocido como el pintor de la luz, renombrado no solo por sus óleos sino también como acuarelista, pues se le considera uno de los fundadores de la pintura paisajística inglesa a acuarela. Uno de sus cuadros más famosos es El último viaje del «Temerario», pintado en 1839 y que se exhibe en la National Gallery de Londres.
Turner viajó mucho por Europa, iniciando su travesía en Francia y Suiza en 1802, estudiando en el Louvre de París, en el mismo año. También visitó Venecia y Roma. Durante una visita a Lyme Regis, en Dorset, Inglaterra, pintó una escena de tormenta, ahora en el museo de Cincinnati, Ohio. A medida que envejecía se fue volviendo más excéntrico. Tuvo pocos amigos, excepto su padre, que convivió con él treinta años, asistiéndole eventualmente en su estudio. Su padre murió en 1829, lo cual le produjo una honda impresión, por la que entró en depresión.
Murió en su casa en Cheyne Walk, en Chelsea (Londres) el 19 de diciembre de 1851. Siguiendo sus deseos, fue enterrado en la catedral de S. Pablo, donde descansa al lado de sir Joshua Reynolds. Su última exposición en la Real Academia fue en 1850.

## Estilo
El talento de Turner fue reconocido muy pronto, convirtiéndole en un académico a los 23 años. Tal independencia económica le permitió innovar de manera sorprendente para muchos. De acuerdo con la Historia ilustrada del Arte, de David Piper, sus últimas pinturas fueron denominadas fantastic puzzles (rompecabezas fantásticos). No obstante, Turner es reconocido como un genio: el crítico inglés, John Ruskin, describió a Turner como el artista «que más conmovedoramente y acertadamente puede medir el temperamento de la naturaleza».

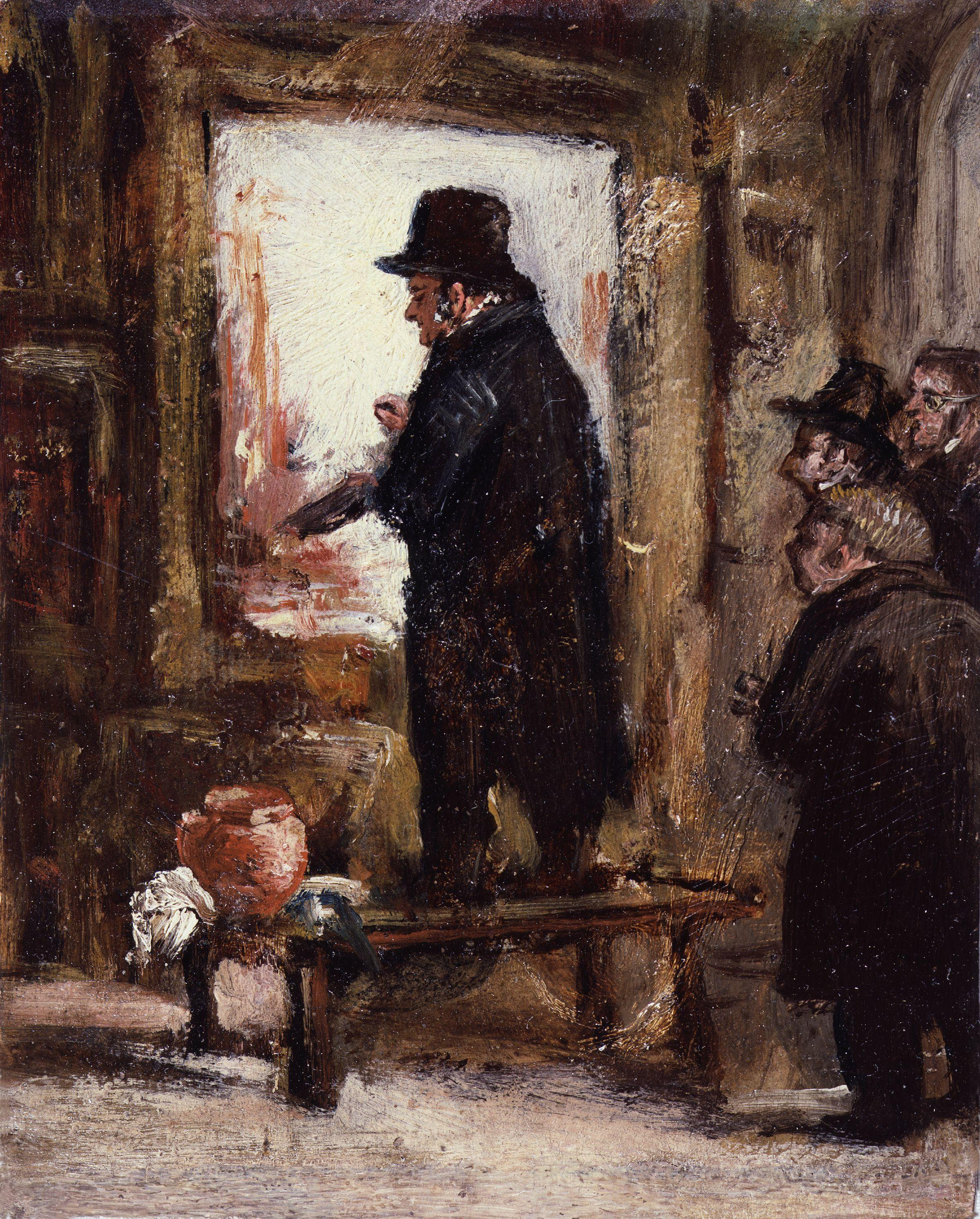
Turner retratado por Charles West Cope

Turner es un pintor romántico interesado en la filosofía sublime; retrata el asombroso poder de la naturaleza sobre el ser humano. Fuegos, catástrofes, hundimientos, fenómenos naturales son descritos por el pintor. En sus lienzos, constata que la humanidad no es más que un conjunto de peones de la Naturaleza. Como otros románticos, considera el paisaje natural como un reflejo de su humor. Turner mostró el poder violento del mar, como en Dawn after the Wreck (1840) o el Barco de Esclavos, 1840.
Sus primeros trabajos, como Tintern Abbey (1795) o Venecia: S. Giorgio Maggiore (1819), conservan las tradiciones del paisajismo inglés. Sin embargo, en Aníbal atravesando los Alpes (1812), su énfasis en el poder destructor de la naturaleza ya empieza a surgir. Su peculiar estilo de pintura, el cual se caracterizaba por el uso de técnicas exclusivas de la acuarela en la ejecución de sus obras pictóricas al óleo, generaba luminosidad, fluidez y efectos atmosféricos efímeros.
En sus últimos años, empleó cada vez menos óleos, y se centró en la luz pura, en los colores del reflejo. Ejemplos de este estilo tardío son visibles en Lluvia, vapor y velocidad pintado en (1844), donde los objetos son vagamente reconocibles.
Turner, junto con John Constable, fue un estandarte de la pintura inglesa en sus últimos años, y fue popular en Francia también. Los impresionistas estudiaron cuidadosamente sus técnicas, para dilucidar el poder de sus lienzos. En la era del arte moderno, hasta el arte abstracto se ha visto influenciado por él.
Se ha sugerido que los altos niveles de ceniza en la atmósfera durante 1816, que condujeron a unas inusuales puestas de sol durante dicho periodo, pudieron inspirar el trabajo de Turner.

## Legado
Turner dejó una generosa fortuna que deseó que fuera invertida en ayudar a lo que él llamaba artistas desmoronados. El legado de la colección permaneció en la nación británica, que construyó en la que fuera su casa una galería especial. Tras problemas gubernamentales, veintidós años después de su muerte su colección  fue enviada a museos fuera de Londres, debido a lo cual empezó a disgregarse en contra de los deseos de Turner. En 1987, la mayor parte de la colección estaba en la Clore Gallery, en la Tate Gallery, pero su diseño fue fuertemente criticado.
Existe un prestigioso premio anual, el Premio Turner, creado en su honor en 1984, que se ha vuelto controvertido puesto que promociona un arte no conectado con la técnica de Turner. Una exhibición amplia, "Turner's Britain", ha viajado alrededor del mundo, y fue colgada en el museo de Birmingham del 7 de noviembre de 2003 al 8 de febrero de 2004.
En 2005 el El último viaje del «Temerario» fue escogido como el mejor cuadro inglés en una votación pública organizada por la BBC. En abril de 2006, Christie's sacó a subasta un cuadro con una vista de Venecia, el cual se vendió por 35,8 millones de dólares estadounidenses, marcando un nuevo récord para Turner. El comprador fue un magnate de casinos de Las Vegas llamado Stephen Wynn. En 2010 el Museo J. Paul Getty de California pagó 35,7 millones de dólares por una Vista de Campo Vaccino en Roma, rozando por tanto el récord antes citado.

## Obras selectas
- 1799 - Warkworth Castle, Northumberland - Thunder Storm Approaching at Sun-Set, óleo sobre lienzo - Victoria and Albert Museum, Londres
- 1806 - The Battle of Trafalgar, as Seen from the Mizen Starboard Shrouds of the Victory, óleo sobre lienzo - Tate Gallery, Londres
- Hacia 1810-1812 - Aníbal cruzando los Alpes, también conocido como Tormenta de nieve: El ejército de Aníbal atravesando los Alpes (Snow Storm: Hannibal and His Army Crossing the Alps), óleo sobre lienzo - Tate Gallery, Londres
- 1822 - La batalla de Trafalgar (The Battle of Trafalgar), óleo sobre lienzo, National Maritime Museum, Greenwich, Londres
- 1829 - Ulises burlando a Polifemo (Ulysses Deriding Polyphemus), óleo sobre tela, National Gallery, Londres
- 1835 - El incendio de las Cámaras de los Lores y de los Comunes (The Burning of the Houses of Lords and Commons), óleo sobre lienzo, Philadelphia Museum of Art, Filadelfia
- 1835 - The Grand Canal, Venice, óleo sobre lienzo, Metropolitan Museum of Art, Nueva York
- 1838 - El último viaje del «Temerario» (The Fighting Temeraire Tugged to Her Last Berth to Be Broken up), óleo sobre lienzo, National Gallery, Londres
- 1840 - Barco de esclavos - Negreros echando por la borda a los muertos y moribundos (Slave Ship - Slavers Throwing Overboard the Dead and Dying, Typhoon Coming On), óleo sobre lienzo, Museo de Bellas Artes (Boston)
- 1842 - Fishing Boats with Hucksters Bargaining for Fish, óleo sobre lienzo, Art Institute of Chicago
- 1842 - Paz. Funerales en el mar, óleo sobre lienzo, Art Institute of Chicago
- 1842 - Tempestad de nieve en el mar, cuyo nombre completo es Tormenta de nieve: un vapor situado delante de un puerto hace señales en aguas poco profundas y avanza a la sonda. El autor se encontraba en esa tempestad la noche en que el Ariel abandonó Harwich, óleo sobre lienzo, Tate Gallery, Londres
- 1844 - Lluvia, vapor y velocidad. El gran ferrocarril del Oeste (Rain, Steam and Speed - The Great Western Railway), óleo sobre lienzo, National Gallery de Londres[17]

|                                                               |
| Incendio de las Cámaras de los Lores y de los Comunes (1835). |

|                                                                      |
| Barco de vapor en una bocana de puerto con tormenta de nieve (1842). |

|                                   |
| Lluvia, vapor y velocidad (1844). |

## Turner en el cine, teatro y televisión
Leo McKern interpretó a Turner en The Sun is God (1974), una producción británica de Thames Television dirigida por Michael Darlow. El episodio fue emitido el 17 de diciembre de 1974, durante el bicentenario de la exposición de Turner en Londres.
En enero de 2011 se estrenó en el teatro Arcola de Londres The Painter, una obra de teatro biográfica sobre su vida escrita por Rebecca Lenkiewicz. 
El director británico Mike Leigh escribió y dirigió Mr. Turner, un biopic sobre los últimos años de la vida de Turner, película publicada en 2014.  El filme fue protagonizado por Timothy Spall en el papel de Turner, Dorothy Atkinson, Marion Bailey, y Paul Jesson, y fue nominada a la Palma de Oro en el Festival de Cannes de 2014, ganando Spall el premio al mejor actor.
En octubre de 2017 se publicó el libro En Memoria: Viajes & Andanzas de Joseph Turner, Jr., una novela donde el protagonista principal es nombrado en honor al pintor, fue escrito por Luis Martín Vázquez Soto.